# Caral
Cet article concerne le site archéologique. Pour l'article sur la civilisation concernée, voir Civilisation de Caral.
La ville sacrée de Caral-Supe ou Caral-Chupacigarro, est un site archéologique antique situé dans le désert à 23 km de la côte du Pérou, dans la vallée de Supe, région de Lima, province de Barranca, à 140 km au nord-nord-ouest de Lima, est le vestige de la plus ancienne cité d'Amérique connue à ce jour.
La ville sacrée de Caral-Supe a été inscrite sur la liste du patrimoine mondial de l'Unesco le 28 juin 2009,.
Pour accéder au site archéologique, il faut quitter la Panamericana Norte (1N) au km 184, puis prendre la 102, une route qui longe la rive droite du Río Supe.
L'archéologue Ruth Shady, qui a dirigé les recherches sur Caral pendant plus de vingt ans, estime que Caral était une civilisation féministe, résistante aux séismes, respectueuse du développement durable. Elle y voit la première forme urbaine du continent américain, et s'attache à mettre en valeur et restaurer le site, composé de nombreuses pyramides et bâtiments.

## Histoire

### Ancienneté
L'ancienneté de la civilisation de Caral a été confirmée par 146 datations au radiocarbone réalisées aux États-Unis. D'après celles-ci, Caral aurait environ 5 000 ans, alors que dans le reste de l'Amérique le développement urbain commence 1 500 ans plus tard (par exemple, Monte Alban, en Mésoamérique). La découverte de Caral a changé les schémas que l'on avait jusque-là sur l'émergence des civilisations anciennes au Pérou et dans les Amériques en général. Auparavant, Chavín de Huántar était considéré comme le plus ancien centre culturel du Pérou, avec un maximum de 3 200 ans (soit 1200 av. J.-C.).
La cité fut construite par la civilisation dite de Caral, encore appelée Norte-Chico ou Caral-Supe à 350 m d'altitude.
Les analyses au carbone 14 de roseaux retrouvés sur les lieux datent sa construction entre environ 2600 av. J.-C. et 2000 av. J.-C. ce qui fait d'elle la plus vieille ville américaine et l'une des plus anciennes au monde, contemporaine des grandes pyramides d'Égypte.
On lui attribue cette ancienneté de presque 5 000 ans et cette qualification de la plus ancienne ville d'Amérique, car on n'a pas (encore) trouvé sur ce continent, un autre site plus ancien comprenant une telle diversité de constructions monumentales, avec autant de différentes fonctions cérémonielles et administratives. Toutefois, il semblerait que le site péruvien de Bandurria, près de Huacho, puisse également prétendre à une ancienneté du même ordre.
La culture de Caral est contemporaine à d'autres civilisations antiques comme celles d'Égypte, de la vallée de l'Indus, de Sumer ou de Chine, mais contrairement à elles — qui échangeaient leurs réalisations — elle s'est développée dans un isolement total.

### Chronologie
La construction de Caral s'est développée sur une longue période de presque mille ans, au cours de laquelle une série de remodelages et de superpositions ont eu lieu. Les archéologues ont détecté six phases dans ce processus :
- Début des implantations : vers 5000 av. J.-C.
- Premières constructions de plus grande taille : 3000-2600 av. J.-C..
- Remodelage général et annexion des places alentours : 2600-2300 av. J.-C..
- Fin de la période d'agrandissement des bâtiments publics : 2300-2200 av. J.-C..
- Déclin, en même temps qu'un autre établissement, appelé Era de Pando, plus grand que Caral se développe dans la basse vallée : 2200-2100 av. J.-C..
- Caral est progressivement abandonné et ses bâtiments sont enterrés : 2100-1800 av. J.-C..

Les causes de la fin de Caral sont inconnues. Il est possible que le site ait subi les catastrophes naturelles, tels que des tremblements de terre et des phénomènes El Niño, qui ont créé les conditions de son abandon.

### Étymologie
Au début du XXIe siècle, le linguiste péruvien Alfredo Torero, après avoir étudié la toponymie des trois vallées, a émis l'hypothèse que la langue quechua aurait son origine dans les vallées de Supe, Fortaleza et Pativilca. L'archéologue Ruth Shady en tire prétexte pour voir dans Caral l'ancêtre du quechua.
Il est possible que Caral soit un mot quechua ou protoquechua, sans que cela n'implique qu'il soit contemporain du site archéologique. Il n'y a pas d'accord sur le sens du mot bien que certains linguistes aient proposé qu'il signifie « fibre » ou cannisse.

### Découverte
En 1905, Max Uhle enquêta sur Áspero, une colonie précéramique située sur la côte de la vallée de Supe, à proximité de Caral et en 1937 Julio C. Tello a exploré le même endroit, mais il n'y a aucune preuve qu'ils soient entrés dans la vallée de Supe et, par conséquent, qu'ils aient su l'existence de Caral.
Le premier à attirer l'attention sur Caral fut l'américain Paul Kosok (en), qui visita le site avec son compatriote, l'archéologue Richard Schaedel, en 1949. Dans son rapport, publié dans le livre La vie, la terre et l'eau dans le Pérou antique en 1965, il mentionne que Chupacigarro (le nom espagnol d'un oiseau local), comme on appelait Caral à l'époque, devait être très ancien, bien qu'il ne put préciser son ancienneté. Cet ouvrage contient également une impressionnante photographie aérienne d'un secteur de la ville sacrée de Caral.
En 1975, l'architecte péruvien Carlos Williams a fait un relevé détaillé de la plupart des sites archéologiques de la vallée de Supe. Il a exploré Chupacigarro Grande (le nom sous lequel le site archéologique actuel de Caral était connu à l'époque), d'où il a fait quelques observations sur le développement architectural des Andes traitées dans plusieurs ouvrages,.
En 1979, l’archéologue suisse Fréderic André Engel s’est rendu sur le site, qu'il a fouillé et cartographié. Dans son livre Du begonia au maïs, publié en 1987, il avance que Chupacigarro Grande aurait pu être construit avant l’apparition de la céramique dans les Andes, soit antérieurement à 1800 av. J.-C. C'est également l'année où l'archéologue et anthropologue péruvienne Ruth Shady explore pour la première fois le site, sans en réaliser encore son importance.
En 1994, Ruth Shady explore à nouveau la vallée de Supe et identifie dix-huit sites présentant les mêmes caractéristiques architecturales, parmi lesquels les quatre connus sous les noms de Chupacigarro Grande, Chupacigarro Chico, Chupacigarro Centro et Chupacigarro Oeste. Pour les différencier, Shady les appelait Caral, Chupacigarro, Miraya et Lurihuasi, qui sont les noms quechua des villages les plus proches de ces sites.
Une équipe dirigée par Shady a de nouveau fouillé à Caral à partir de 1996 et l'archéologue a présenté ses résultats pour la première fois en 1997 dans l'ouvrage La ville sacrée de Caral-Supe à l'aube de la civilisation au Pérou. Elle y soutenait ouvertement l'antiquité précéramique de Caral, affirmation qu'elle consolida de manière irréfutable dans les années suivantes par des fouilles intensives sur les lieux.
Depuis, Ruth Shady a fondé et dirige le « projet archéologique Caral-Supe » chargé des travaux de recherche et de restauration de Caral, ainsi que des établissements contemporains de la vallée de la Supe, de Chupacigarro, de Miraya, de Lurihuasi et d'Allpacoto, et aussi dans la vallée de Huaura (site archéologique de Vichama) dans la province de Huaura (département de Lima).

## Géographie
Le site de Caral, nommé d'après le nom du village le plus proche, est en fait un ensemble de sites archéologiques qui auraient abrité la première civilisation côtière d'Amérique du sud.
Caral est la plus imposante de toutes les agglomérations urbaines situées dans la basse vallée moyenne de Supe. Ces colonies sont au nombre de huit : Pueblo Nuevo, Cerro Colorado, Allpacoto et Llapta (sur la rive droite) et Lurihuasi, Miraya, Chupacigarro et Caral elle-même (sur la rive gauche). La zone est entourée par la configuration particulière de la chaîne de montagnes : à l'ouest, les collines des deux côtés de la vallée sont fermées par une gorge ; la même chose se produit à l'est. Au total, l'ensemble s'étend sur 10 km de long sur un tronçon de vallée fertile, bien délimité et facile à contrôler.
Parmi tous les établissements présents dans l'espace géographique de la vallée de Supe (zone côtière, moyenne et basse vallée), ceux qui montrent la plus grande extension, complexité et monumentalité architecturale sont les 8 mentionnés ci-dessus. La ville sacrée de Caral s'en distingue clairement et avait certainement un rang prééminent parmi l'ensemble.
La population locale d'alors est estimée entre 5 000 et 10 000 habitants - jusqu'à 20 000 selon d'autres sources - répartis sur une quarantaine de sites (18 répertoriés à cette date, dont Caral, Miraya, Lurihuasi, Pueblo Nuevo, Era de Pando, Allpacoto, Peñico, El Molino, Piedra Parada, Áspero, Chupacigarro, Huacache, Cerro Blanco, Cerro Colorado, Jaiva, Pando, Liman et Capilla) qui se situent dans la vallée de Supe, de part et d'autre du rio Supe (rive droite et gauche) et des quatre vallées adjacentes. Ils sont distants les uns des autres de quelques kilomètres et faisaient partie du noyau de cette civilisation de Caral.
Le village d'Áspero (ou El Áspero), situé sur la côte près de l'embouchure de la rivière Supe, était selon toute vraisemblance le port de pêche de Caral. C'est là que des restes de sacrifices humains ont été retrouvés (deux enfants et un nouveau-né) et en 2016, la dépouille d'une femme « La Dame des 4 tupus» qui appartenait vraisemblablement à l'élite locale il y a 4 500 ans.

## Description

### Ville sacrée
Caral a été nommée par les scientifiques « ville sacrée », car tout ce qui y a été fouillé est imprégné de religiosité. Il y a de nombreux autels pour les offrandes, ainsi que des signes de rituels possibles dans chacun, non seulement dans les espaces publics et les temples, mais aussi dans les habitations. Tout cela indique que c'est à cette époque que les sociétés péruviennes ont commencé à avoir un gouvernement central, où l'État est établi et où la religion est utilisée comme un moyen de domination.

### Organisation
Caral occupe une superficie de 66 ha, divisée en deux zones, l'une centrale et l'autre périphérique. Dans la zone centrale ou zone nucléaire, s'étendent 32 structures publiques et plusieurs complexes résidentiels, qui sont distribués en deux parties :
- La moitié supérieure (Caral Alto), au nord, possède les plus grands bâtiments publics et résidentiels de la ville : sept bâtiments monumentaux (pyramides), deux places circulaires en contrebas (devant deux pyramides), deux espaces de rassemblement (Plaza Central et Plazuela de la Huanca), des logements pour les « fonctionnaires » ainsi qu'un vaste complexe résidentiel pour les artisans et les domestiques.
- La moitié inférieure (Caral Bajo), au sud, constituée de bâtiments plus petits, comme le complexe architectural de l'Amphithéâtre, le bâtiment de l'Autel circulaire et un complexe résidentiel, également de plus petite taille.

La zone périphérique contient des ensembles d'habitations répartis à la manière d'îlots, adjacents à la vallée. Il est à noter que les constructions résidentielles n'étaient pas seulement des habitations domestiques mais aussi des ateliers.

#### Caral Alto
- Pyramide majeure (Secteur E). C'est le bâtiment le plus imposant. Il mesure 150 m de long, 110 m de large et 28 m de haut. Il surplombe la place centrale de la ville, un vaste espace où l'on croit que s'y tenait des foires. En raison de son emplacement et de sa taille, il est supposé qu'il s'agissait du bâtiment principal de Caral. Il fait partie d'un complexe complété par un enclos « rond-carré » et d'un ensemble de plates-formes en quinconce. C'est la structure emblématique de la ville de Caral et celle que l'on retrouve habituellement dans les représentations photographiques.
- Pyramide la Carrière (Secteur B), ainsi appelé parce que construit sur un promontoire rocheux autrefois utilisé comme carrière. Au sommet, il y a un autel circulaire, avec un grand foyer et des conduits souterrains.
- Pyramide Mineure (Secteur G), dont l'escalier principal était à l'origine situé du côté nord, puis il a été déplacé du côté ouest.
- Pyramide Centrale (Secteur C), la deuxième en dimension, avec une hauteur de 18 m. Elle est située à l'ouest de la place centrale. Un carré rituel a été mis au jour.
- Édifice la Galerie (Secteur H), le troisième en dimension, situé à l'extrémité est de la ville. Au sommet se trouve une galerie souterraine.
- Édifice de la Banqueta (Secteur N), est un temple de dimensions plus petites, avec des preuves de modifications à diverses périodes.
- Bâtiments spéciaux (sous-secteur E2-E3), composés de deux bâtiments pyramidaux, différenciés à l'origine, mais qui ont ensuite été convertis en un seul.
- Pyramide La Huanca (Secteur I), devant sa façade se trouve un monolithe enfoui dans le sol, appelé La Huanca, d'une hauteur de 2,15 m.

#### Caral Bajo
- Temple de l'Amphithéâtre (Secteur L). C'est un complexe fortifié, avec un enclos rituel en forme d'amphithéâtre, qui est le plus grand de la ville, avec 29 m de diamètre. C'est la structure la plus imposante de Caral Bajo et la plus connue de tout le village après la Grande Pyramide.
- Bâtiment de l'autel circulaire (secteur P), où l'accent est mis sur un autel circulaire avec foyer et ses conduits souterrains.

### Pyramides
Au-dessus des rives du rio Supe, sur une surface de 65 000 m2 se dressent six pyramides témoignant de cette culture antérieure aux Incas. En 2004, un quipu a été découvert dans une cache aménagée dans le sous-sol d'une pyramide.
Pour déterminer l'âge de ces hautes structures de pierre, Ruth Shady Solís et ses collègues ont daté des roseaux au radiocarbone. Les ouvriers qui ont bâti les pyramides, en effet, transportaient les roches de la rivière au chantier dans des sacs de roseaux (les Chicras). Mais, plutôt que de vider leur sac, ils le jetaient avec son contenu dans la pyramide ce qui constitue aujourd'hui de bons indicateurs de l'époque, laissés intacts par le temps sec du Pérou.
Les pyramides, entourées par plusieurs maisons, sont elles-mêmes placées autour d'une grande place publique. Munies d'un escalier, elles ne sont pas pointues comme celles d'Égypte : elles se terminent par un étage plat où se trouvent quelques pièces et un foyer. La pyramide majeure, elle, a la taille de quatre terrains de football, et l'amphithéâtre qui se trouve en son milieu peut contenir plusieurs centaines de personnes. La pyramide la plus imposante s'élève à 28 m et a une base de 150 m sur 110.
Chaque pyramide est de taille différente. Les murs de ces structures pyramidales étaient enduits de boue et peints en blanc ou en jaune clair, et parfois en rouge. Un escalier central menait à la partie supérieure, où se trouvaient plusieurs pièces. Dans la salle principale, il y avait des plates-formes basses situées sur deux ou trois de ses côtés, et au centre, un autel composé d'un trou dans le sol, couvert de boue. Chaque pyramide est associé à un enclos annulaire.

### Logements
La ville se compose de plusieurs secteurs résidentiels, qui sont divisés en complexes résidentiels multifonctionnels et les résidences des fonctionnaires annexées aux bâtiments publics.

#### Complexes résidentiels multifonctionnels
Constitué de nombreux logements regroupés en sous-groupes et séparés les uns des autres.
- Complexe résidentiel majeur (secteur A), à Caral Alto.
- Complexe résidentiel mineur (Secteur NN2), à Caral Bajo.
- Secteur résidentiel périphérique (Secteur X), en périphérie.
- Sous-ensemble résidentiel D1 (secteur D), en périphérie.

#### Résidences des fonctionnaires dans les bâtiments publics
Ils sont annexés à des bâtiments publics. On croit qu'ils ont été occupés par les fonctionnaires qui administraient ces bâtiments.
- Unités résidentielles B1, B2 et B5 (Caral Alto), annexées à la Pyramide de la Carrière.
- Complexe Résidentiel Elite I2 (Caral Alto), annexe de la Pyramide de la Huanca.
- Secteur résidentiel H2 (Caral Alto), annexée à la Pyramide de la Galerie.
- Unité résidentielle Q1 (Caral Bajo), annexée à la pyramide de l'autel circulaire.

## La civilisation de Caral

### L'hypothèse de la «cité-mère»
Selon cette hypothèse, l'agglomération de Caral pourrait correspondre à un type de « cité-mère », ou foyer de civilisation. Dans ces lieux, des familles se sont unies pour passer de petits groupes à des groupes organisés et hiérarchisés, centrés sur la politique et la religion, première étape vers la civilisation en tant que telle.
Parmi les objets retrouvés par les archéologues, on compte des instruments de musique, fabriqués à base d’os de pélicans et de condors, ainsi que des éléments laissant penser que cette civilisation utilisait des drogues, peut-être même des aphrodisiaques. En revanche, aucune poterie n'a été retrouvée.
Des recherches du docteur Shady Solis, il ressort que les habitants de la cité de Caral auraient vécu dans la paix. La domination régionale de Caral, selon ces études, s'est exercée de manière tout à fait pacifique pendant une période qui pourrait aller de 500 à  1 000 ans, durant laquelle Caral n'a laissé aucune trace d'armes, de témoignages ou de preuves d'avoir organisé une armée ou mené une guerre dont on puisse faire état. Cette possibilité a surpris les chercheurs de plusieurs domaines qui s'intéressaient à Caral.
Les recherches sur les vestiges archéologiques ont conduit à la conclusion que Caral était la capitale économique d'une grande région grâce à son travail agricole, dont il échangeait les produits avec des pêcheurs de la côte ou d'autres populations. Cela se comprend en vérifiant l'abondance des restes de produits marins à Caral, qui se trouve à environ 20 km de la côte la plus proche.
Découverte en 1905, Caral est restée peu explorée parce qu'elle ne recelait ni poteries, ni or et elle a sûrement encore bien des choses à dévoiler. Ce n'est que dans les années 1990 que Ruth Shady Solis a commencé à mettre au jour ces sites.

### Le berceau de la civilisation andine
Les vestiges archéologiques mis au jour à Caral, ainsi que dans d'autres établissements contemporains situés dans la vallée de Supe (comme Áspero, Miraya, Lurihuasi et Chupacigarro) et dans la vallée de Huaura (comme Vichama et Bandurria), montrent qu'il y a 5 000 ans est née une civilisation comparable à celle de l'« ancien monde », constituant ainsi la plus ancienne civilisation du continent américain.
Il a été proposé que Caral soit le siège d'une communauté formée par plusieurs ayllus ou groupes familiaux, dirigée par les chefs de ces ayllus, dont l'un serait le « principal » (Curaca) et les autres ses homologues. Ce système de gouvernement se serait également mis en place dans d'autres localités situées dans la vallée de Supe et dans d'autres centres situés dans des régions plus éloignées, comme Las Haldas et Sechín Bajo (vallée de Casma), Kotosh (bassin de Huallaga), Huaricoto et La Galgada (chaîne de montagnes Áncash). Ils partageaient tous la même tradition et formaient un vaste réseau bien organisé de réciprocité et d'échange.
Toute cette zone, située dans la partie centre-nord de l'actuel Pérou, serait donc le lieu où s'est forgée la civilisation andine. Bien qu'il soit nécessaire de souligner que, de toute cette vaste zone, c'est la vallée de Supe qui a connu le plus grand développement, puisque l'on a détecté une vingtaine de colonies urbaines aux bâtiments publics monumentaux, constituant ainsi le foyer de plus grande densité de population si on la compare aux autres vallées enregistrées. En raison de sa taille et de sa complexité monumentale, Caral devait sans doute être à la tête de l'ensemble du réseau de villages de la vallée du Supe.
Ce qui maintenait la population de Caral ensemble, c'était probablement la religion, qui était un moyen de cohésion sociale et de coercition. La religion aurait été le canal par lequel l'État contrôlait la population, la production des biens et leur circulation. Cela se déduit de la présence des grands monuments religieux (pyramides ou temples) avec leurs places, atriums et autels du feu sacré, où se déroulaient les différentes festivités du calendrier cérémoniel, symbole de leur identité culturelle. Des réunions périodiques et des activités conjointes telles que la rénovation des pyramides permettaient de reconnaître le pouvoir central et de renforcer l'identité culturelle.
En résumé, Caral serait le berceau de la civilisation andine, puisque les plus anciens représentants des principales institutions de l'ère précolombienne y ont été détectés, comme la réciprocité (système d'échange et de circulation des biens et services), le calendrier cérémoniel (lié à la célébration des festivités et autres activités économiques) ou la construction et la rénovation des temples, parmi les plus pertinents.

### Une civilisation sans poterie
Caral est généralement considéré comme une culture « précéramique », c'est-à-dire qu'elle n'a pas développé la technique de la poterie (c'est-à-dire des pièces modelées en argile et cuites). Pour Ruth Shady, les caralinos n'avaient pas besoin de céramique parce qu'ils avaient des calebasses, des cuillères et des assiettes en bois gravées avec des pierres, donc, selon elle, il faut donc plutôt les qualifier de culture « sans poterie », bien qu'ils aient modelé de petites idoles anthropomorphes en argile, les laissant sécher au soleil. Ces statuettes, représentant des figures masculines et féminines, ont été retrouvées fragmentées et feraient partie de rituels liés à la rénovation des bâtiments et au culte de la fertilité. De ces représentations, on peut déduire les vêtements, la parure et la coiffure des habitants de Caral.

### Artéfacts
- Le quipu : Dans la pyramide « La Galerie », a été trouvé un reste textile qui a été interprété comme un quipu, l'ensemble des fils avec des nœuds que les Incas utilisaient comme un instrument mnémonique (c'est-à-dire comme un moyen de préserver des informations statistiques ou des messages à communiquer).

Ce serait donc le plus ancien quipu trouvé au Pérou et il prouverait l'ancienneté millénaire de son utilisation. Pour corroborer l'utilisation du quipu dans Caral, des représentations picturales de ces objets ont été découvertes sur trois blocs lithiques des plates-formes de la pyramide mineure de Caral.
- Chicras : Les bâtisseurs de Caral utilisaient la technique des chicras (ou shicras), des sacs en fibres végétales pleins de blocs de pierre, avec lesquels ils remplissaient les plates-formes des temples, en les plaçant légèrement espacés. De cette façon, ils sont parvenus à stabiliser les structures.

Lorsqu'un fort tremblement de terre se produit, le noyau de chicras qui constitue la base du bâtiment se déplace avec la vibration, mais d'une manière limitée, car les pierres restent contenues dans les sacs. Ensuite, les chicras se réarrangent et l'édifice retrouve un nouveau point de stabilité. Les chicras avaient donc une fonction antisismique.
- Instruments de musique : Trois ensembles composés d'instruments à vent ont été découverts.
  - Un ensemble de 38 cornets (trompes), faits d'os de guanaco et de cerf.
  - Un ensemble de 32 flûtes transversales, en os de condor et de pélican, avec des motifs zoomorphes. Les flûtes ont été datées au radiocarbone de 2170 ± 90 avant notre ère.
  - Un jeu de quatre flûtes de Pan, en roseaux liés par des fils de coton.

- Tissus de coton : L'importance de l'industrie textile est mise en évidence par la découverte de quantité de graines et de débris de coton. Celui-ci était de différentes tonalités naturelles : brun, marron, crème et beige. Des robes unies, sans décoration étaient tissées avec ce coton. La technique de l'entrelacement de ficelles a été utilisée pour fabriquer des chaussures, des sacs, des cordelettes, des filets de pêche, des cordes, etc.

Avec la fibre de coton ont été utilisés d'autres plantes, essentiellement diverses espèces de roseaux et d'agaves (cabuya), etc.
- Monolithe : Des preuves ont été trouvées que les hommes de Caral avaient des connaissances en astronomie, qu'ils ont appliquée dans l'élaboration d'un calendrier, lié à la célébration des festivités et autres activités économiques, religieuses et civiques. Ces connaissances ont également été appliquées à l'orientation des bâtiments publics.

On a trouvé, par exemple, des géoglyphes et des lignes éparpillés dans les plaines désertiques, à côté de pierres sculptées dispersées, ainsi qu'une enceinte souterraine couverte à l'origine, qui semble être un observatoire. Il convient également de mentionner un monolithe (ou huanca) planté dans le sol d'une place publique, qui aurait été un instrument d'observation astronomique.
- Géoglyphe : En 2000, Marco Machacuay (responsable des fouilles à l'époque) et son collègue Rocío Aramburú ont découvert  près de Caral, une grande forme tracée sur le sol par des alignements de pierres rondes.

Cette image, connue sous le nom de géoglyphe, se trouve sur le sol du désert à l'ouest du site principal de Caral. Des lignes forment le dessin d'un visage humain avec de longs cheveux lisses et une bouche béante.
Il ressemble aux figures hurlantes et saignantes gravées sur les murs de pierre d'un site appelé Cerro Sechín, dans la vallée de Casma à 240 km plus au nord. La signification exacte de cette figure n'est pas claire, mais on estime qu'elle a été dessinée à peu près à la même époque que Caral.

## Population
Les estimations les plus conservatrices estiment que la ville sacrée de Caral comptait de 1 000 à 3 000 habitants et que la vallée de Supe en comptait à peu près 20 000 au total.
Il a été déterminé qu'il y avait une grande différenciation sociale, c'est-à-dire que la population était divisée en classes sociales, dont chacune remplissait certaines fonctions et était organisée d'une manière hiérarchique. Certains groupes étaient chargés de la planification et de la prise de décision (dirigeants et prêtres), d'autres des tâches manuelles, comme la pêche, la construction, l'agriculture, etc.
D'après Ruth Shady, « Dans Caral, l'œuvre architecturale dans la ville et aux alentours, et les matériaux associés montrent une organisation sociale complexe en trois strates hiérarchiques, la population majoritaire, les spécialistes et les principales autorités terrestres et spirituelles dans le centre urbain ».

## La Dame des quatre tupus
Cette dépouille de femme, retrouvée sur le site archéologique d'Áspero et présentée au monde en avril 2016, a été considérée par l'Institut archéologique américain (AIA) comme l'une des dix découvertes les plus remarquables pour la science et la culture au cours de cette année.
Cette découverte confirme l’importance des femmes dans le développement de la civilisation de Caral et la présence féminine à des postes d’élite aux premiers stades de la civilisation, comme cette femme qui, selon l’archéologue Ruth Shady, est décédée à l'âge de 40 ans environ.
La femme a été retrouvée dans l’édifice public Los Idols d'Áspero en position fléchie, la tête en bas, placée dans un trou creusé dans un dépôt de cendres et de matières organiques. Le corps était enveloppé d'un linge de coton et d'une natte de roseau, fixée avec des cordelettes.
Les résultats des analyses ont révélé qu'il s'agirait d'une femme ayant un statut social élevé en raison des matériaux associés à la sépulture, tels que quatre tupus (épingles en os de mammifère), avec des motifs d'oiseaux et de singes. En outre, elle portait un collier avec des perles de crustacés et un pendentif en Spondylus. À son propos, Ruth Shady a déclaré : « On ne peut pas dire qu'elle était la principale dirigeante, mais elle a joué un rôle important dans cette société. »
- La Dame des Quatre Tupes - Processus de la reconstruction faciale et résultat.
- Processus.
- Portrait.

## Site du patrimoine mondial
Le périmètre de Caral a été déclaré site du patrimoine mondial par le Comité du patrimoine mondial de l'UNESCO le 28 juin 2009 à Séville, à l'occasion de sa trente-troisième session ordinaire. Il a ainsi été reconnu que Caral se distingue par son ancienneté, sa complexité architecturale avec des bâtiments pyramidaux, des places, son design et son extension urbaine.
De cette façon, Caral s'ajoute aux dix autres sites touristiques déjà reconnus comme patrimoine mondial au Pérou comme le centre historique de la ville de Lima ou le site archéologique du Machu Picchu.
- Vues de Caral